# Liste der Monuments historiques in Dammartin-sur-Tigeaux
Die Liste der Monuments historiques in Dammartin-sur-Tigeaux führt die Monuments historiques in der französischen Gemeinde Dammartin-sur-Tigeaux auf.

## Liste der Bauwerke
| Bezeichnung | Beschreibung | Standort | Kennzeichnung | Schutzstatus | Datum | Bild           |
| ----------- | ------------ | -------- | ------------- | ------------ | ----- | -------------- |
| Obelisk     |              | (Lage)   | PA00086926    | Classé       | 1921  | weitere Bilder |

## Liste der Objekte

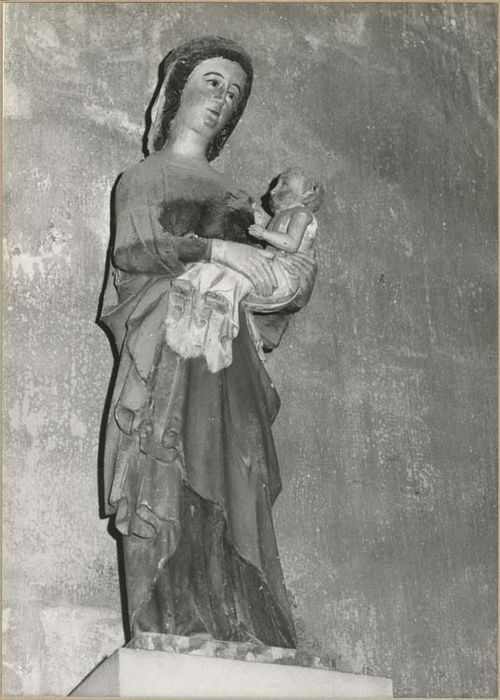
Skulptur Madonna und Kind aus dem 14. Jahrhundert in der Kirche St-Martin

- Monuments historiques (Objekte) in Dammartin-sur-Tigeaux in der Base Palissy des französischen Kultusministeriums